# Torbens Datter
Torbens datter og hendes faderbane  (DgF 288) er en folkevise, hvis eneste opskrift findes i Det mindre stockholmske Håndskrift nr. 7, fra 1641.

## Handling
Visen handler om nogle mænd, som vil have blodhævn for deres slægtning. Manden der har begået drabet hedder Hr. Torben. 
Mændene sliber deres spyd og rider ud til Hr. Torbens mark, hvor han pløjer. Da mændene siger, at de vil hævne deres slægtning, beder Hr. Torben dem om at tage al hans ejendom og hans datter og til gengæld lade ham gå. Dette vil mændene ikke, så de slår ham ihjel og rider ind på hans gård for, at lyse drabet.
På gården træffer Hr. Torbens datter, som byder gæsterne velkommen, underholder dem og skåler med dem. En af mændene fortæller, at han ikke ville have dræbt Hr. Torben, hvis han havde vidst, hvor dejlig en datter han havde. Da finder datteren ud af, at hendes fader er død.Hun bliver ked af det og siger, at drabet på hendes fader har bragt hende meget sorg, hvorefter en af mændene lover, at han vil lade hende få det så godt som han selv. Derefter rider han ud over heden med hende.

## Opbygning
Visen er af typen toliniet strofe med mellem- og omkvæd. Denne opbygning anses normalt for at være tegn på en ældre vise. Den indledes med en stevstamme:
Vi vare så mange søskende små,
— under liden —
så årlig faldt os faderen fra.
Der dagen han dages, og duggen den driver så vide.
Hr. Torben, der bliver dræbt, hører til lavadelen. Meget tyder på, at han kun har et barn, da datteren må søge til en anden familie, for at overleve efter faderens død. 
Ære, kønsroller og slægt vs individ er hovedtemaer i  ”Torbens datter” og er dermed meget centralt i historien. Det gælder, specielt ære og slægt vs individ, som er motiverne for drabet på Hr. Torben, hvilket fremgår af dette citat: 
" Her går du Hr. Torben, så fager og fin" 
Mændene vil have hævn for deres afdøde slægtning, da deres slægt har mistet ære, fordi Hr. Torben - eller en af hans slægtninge - slog deres slægtning ihjel. For at genvinde deres slægts ære, bliver slægten nødt til at dræbe Hr. Torben. 
Hr. Torben forsøger at genoprette balancen i æresfordelingen ved at, ”give Eder hus og gård, dertil min datter, så væn en mår.”  På denne måde fremgår det, at kvinden i denne vise kan byttes som en handelsvare. 